# Junbi Undo
Junbi-Undo (kor. 준비 운동;  japanisch 準備運動) ist ein altes System des Warm-ups (Aufwärmübungen). Wie es von der modernen Sportpädagogik verlangt wird, beginnen die Übungen am Fuß und enden am Kopf. Unterstützt durch eine bewusste Atmung wird gleichzeitig eine bessere/größere Beweglichkeit erreicht. Zusätzlich erwärmt sich der Rumpfinnenraum durch die Atembewegungen der Lunge.

## Hintergrund
Entwickelt wurde diese Technik vom Miyagi Chōjun, nachdem er gemeinsam mit medizinischen Fachkräften die Funktionsweise des menschlichen Körpers erforscht hatte. Die Junbi-Undo des Gōjū-Ryū sind dabei mehr als einfache Aufwärmübungen, sie unterstützen den Aufbau eines robusten Körpers fördern die Gesundheit. Der Zweck der Selbstverteidigung ist nicht nur die Abwehr eines Gegners, sondern dient der Erhaltung der eigenen Aktivität und der körperlichen und geistigen Fitness während der gesamten Lebensspanne.
Die Übungen des Junbi-Undo-Dai-Ichi unterstützen die Lockerung der Gelenke, fördern die Beweglichkeit der Kampfbewegungen. Sie erhöhen schrittweise die Herzfrequenz und sind speziell auf die Karate-Techniken ausgerichtet. Die unterschiedlichen Methoden fördern die Durchblutung, regulieren die Atmung, massieren der inneren Organe und stärken das Immunsystem. Im Einzelnen beanspruchen die Übungen die Bereiche von Fuß, Sprunggelenk, Knie, Hüfte, Wirbelsäule (Rumpf), Schulter/Ellenbogen und Nacken.